# Xã Marshall, Quận Clay, Nebraska
Xã Marshall (tiếng Anh: Marshall Township) là một xã thuộc quận Clay, tiểu bang Nebraska, Hoa Kỳ. Năm 2010, dân số của xã này là 47 người.